# 大研医器
大研医器株式会社（だいけんいき）は、大阪府和泉市に本社を置く医療機器メーカー。東京証券取引所スタンダード市場上場。

## 概要
研究開発型医療機器メーカーであり、主力は真空吸引器など病院感染防止や麻酔関連の医療機器で、最先端医療分野開発に意欲がある。
事業内容（売上高比率）は、吸引器関連（64%）、注入器関連（23%）、電動ポンプ関連（2%）、手洗い設備関連（7%）、その他（4%）である。

## 沿革
- 1968年（昭和43年）11月 - 大研医器株式会社を大阪市北区木幡町（現大阪市北区西天満）に設立。
- 1971年（昭和46年）7月 - 医療機器の製造業許可を取得
- 1980年（昭和55年）2月 - 「大研メディカル株式会社」を大阪市北区に設立。
- 1984年（昭和59年）2月 - 「大研メディカル株式会社」を「大研産業株式会社」に商号変更。
- 1999年（平成11年）10月 - 大阪府和泉市に本社機能を移転。研究棟・アセンブリーセンターを新設。
- 2001年（平成13年）2月 - 「大研産業株式会社」を「大研医工株式会社」に商号変更。
- 2001年（平成13年）4月 - 開発・製造部門を「大研医工株式会社」に分離。
- 2003年（平成15年）4月 - 「大研医工株式会社」を吸収合併。
- 2007年（平成19年）5月 - 大阪市中央区に本社機能を移転。
- 2009年（平成21年）3月 - 東京証券取引所市場第二部に上場。
- 2010年（平成22年）10月 - 東京証券取引所市場第一部に指定替え。
- 2019年（令和元年）6月 - 大阪府和泉市に本店移転。
- 2023年（令和5年）10月 - 東京証券取引所スタンダード市場へ市場変更。

## 事業所
- 本社、商品開発研究所、和泉MEMS工場・アセンブリーセンター：大阪府和泉市あゆみ野2丁目6番2号
- 淀屋橋本社分室：大阪市中央区平野町2丁目5番8号 平野町センチュリービル 4F
- 札幌支店：札幌市北区北10条西4丁目1番19号
- 仙台支店：仙台市青葉区上杉2丁目3番7号
- さいたま支店：埼玉県さいたま市大宮区桜木町1丁目11番地1
- 東京支店：東京都千代田区東神田2丁目4番5号
- 横浜支店：横浜市西区北幸2丁目9番40号
- 名古屋支店：名古屋市中区錦1丁目19番24号
- 金沢営業所：石川県金沢市鞍月5丁目181号
- 大阪支店、海外事業部：大阪市中央区船越町1丁目6番6号
- 広島支店：広島市南区稲荷町5丁目18番
- 福岡支店：福岡市博多区博多駅東3丁目10番15号
- 新市場PJ：横浜市港北区新横浜2丁目6番1号